# Oscar Verbeeck
Oscar Verbeeck (Saint-Josse-ten-Noode, 6 giugno 1891 – 13 agosto 1971) è stato un calciatore belga, di ruolo difensore.

## Palmarès

### Club
- Campionato belga: 1

Union St. Gilloise: 1922-1923
- Coppa del Belgio: 1

Union St. Gilloise: 1913-1914

### Nazionale
- Oro olimpico: 1

Anversa 1920